# Adolphe Vogel
Adolphe Vogel, né le 27 floréal an XIII (17 mai 1805) à Lille et mort le 13 septembre 1892 à Paris 17e, est un compositeur français.
Ses œuvres ont connu un moment de vogue dans les années 1850.

## Biographie
Petit-fils d’un musicien remarquable qui a fait représenter, vers 1790, à l’Opéra, un Démophon dont le retentissement a été considérable, son père, violoniste et chef d’orchestre de Lille, a commencé son éducation musicale. À seize ans, le jeune Vogel est venu terminer cette éducation à Paris, où il est devinu élève d’Auguste Kreutzer pour le violon et d’Antoine Reicha pour la composition.
Il occupait les fonctions de premier violon à l’orchestre de l’Opéra-Comique lorsqu’a éclaté la révolution de 1830, à laquelle il doit son premier succès. À cette occasion, il a improvisé, en une nuit, le chant patriotique intitulé les Trois Couleurs, qui est devenu très populaire et a fait aussitôt connaitre son nom.
Ayant alors pris le théâtre comme objectif, il fait jouer, en 1831, aux Nouveautés, un petit acte intitulé le Podestat, qui a été repris deux ans après à l’Opéra-Comique. En 1833, il cherche vainement à faire représenter sur ce dernier théâtre l’opéra en trois actes Marie Stuart. Découragé par l’administration du théâtre qui laisse cet opéra dans ses cartons, il se met à écrire de la musique de salon, un grand nombre de mélodies, scènes dramatiques, romances, dont quelques unes ont obtenu un succès européen et été traduites à l’étranger. Dans le nombre, on cite surtout, de 1836 à 1838, l’Ange déchu, qui a connu une énorme succès populaire, l’Excommunié, pour voix de basse, adopté par tous les chanteurs en vogue, Cain, Manfred, le Kabyle, le Pauvre, Mortel la Frégate, le Martyr, Tobie, etc.
En 1839, il fait représenter, sous forme d’opéra biblique, un oratorio intitulé le Jugement dernier, à la Renaissance, puis sur tous les théâtres de France. Parti ensuite pour le pays d’origine de son père, le nouveau roi lui témoigne la plus grande faveur et le charge d’écrire la musique du Siège de Leyde, sur un libretto d’Hippolyte Lucas. Représenté à la Haye, le 4 mars 1847, ce grand ouvrage, en quatre actes, a obtenu un succès d’enthousiasme, qui lui vaut de se voir remettre la croix du Lion néerlandais des mains du roi . Les principaux artistes du Siège de Leyde, au sujet tiré d’une des plus belles pages de l’histoire de Hollande, dont la partition est restée au répertoire en Hollande, étaient : Diguet, Allart, Léon Fleury, Didot, Mmes Bouvard et Hillen.
Espérant aborder, à son retour à Paris, une des premières scènes lyriques parisiennes, il rencontra partout, malgré les plus puissantes recommandations une invincible inertie. La scène du grand Opéra lui reste fermée, et la direction de l’Opéra-Comique a reçu deux des ses ouvrages sans les jouer. Le 3 septembre 1853, il réussit enfin à faire représenter, au Théâtre-Lyrique, un opéra en quatre actes, la Moissonneuse, livret d’Auguste Anicet-Bourgeois et Michel Masson.
Modeste et peu chanceux, faute d’a jamais pu aborder l’Opéra-Comique, Vogel a fini par se consacrer uniquement à l’enseignement, tout en écrivant quelques ouvrages pour des théâtres secondaires : Rompons ! (Bouffes-Parisiens, 1857), le Nid de cigognes, livret d’Eugène Cormon et de Michel Carré (théâtre de Bade, 1858), Gredin-Pigoche (Folies-Marigny, 1866), enfin la Filleule du roi, livret de Cormon et Raymond Deslandes (Fantaisies-Parisiennes de Bruxelles et Renaissance, 1875).
Vogel, à qui l’on doit aussi des symphonies, des quatuors, quelques quintettes, des chœurs et quelques morceaux religieux, s’est vu décerner le prix Trémont par l’Académie des beaux-arts.

## Œuvres
- La Filleule du roi.
- Le Siège de Leyde.
- Rompons !
- Grande Sonate, violon, piano. nº 1. Sol majeur.
- L'Angoisse et l'Espérance, violon, piano.
- Les Trois Couleurs.
- Grand Duo brillant, violon, piano. Op. 9. Sol majeur.
- La Moissonneuse
- Sérénade et scherzo, violon, piano.
- Gredin de Pigoche !
- Le Nid de cigognes.
- Un noir mystère, voix, piano.

## Distinctions
- Chevalier de l'ordre du Lion néerlandais